# エマニュエル・ウンガロ
エマニュエル・ウンガロ（Emanuel Ungaro 発音例, 1933年2月13日 - 2019年12月21日）は、フランス生まれのファッションデザイナー。また、自身が設立したファッションブランドで、現在はサルヴァトーレ・フェラガモ傘下にある。
華やかで大胆な色使いを特色とし、「色彩の魔術師」と呼ばれた。

## 略歴
- 1933年　フランス南部のブーシュ＝デュ＝ローヌ県エクス＝アン＝プロヴァンスに生まれる。両親はイタリア人。
- 1957年　23歳のとき、パリのモンパルナスに引っ越す。
- 1956年　クリストバル・バレンシアガのアシスタントとして働きはじめる[1]。アンドレ・クレージュの推薦による。
- 1965年　独立[2]。ファブリックアーティストのソニア・ナップとともに会社をおこす。
- 1990年　50歳のとき、ラウラ・ファファーニと結婚。彼女の父はイタリアの国営テレビ局の会長。
- 1996年　サルヴァトーレ・フェラガモ社に、会社を売却する。
- 2004年　ファッションの世界から引退[1]。
- 2019年12月21日　死去。86歳没[1][2][3]。

## 日本での展開
1973年、髙島屋はウンガロと提携し、「色と色に恋をさせる色彩のウンガロ」をキャッチフレーズに同年秋には、各店にウンガロ・コーナーが開設された。契約により、毎年パリから70パターンが送られ、それに基づき髙島屋が縫製し、髙島屋が独占販売を行った。このウンガロの導入により、従来のカルダンと並んで、フランスを代表するファッションブランドが髙島屋に顔を揃えることになった。
ウンガロとの提携商品は婦人服ファッションだけではなく、続いてウンガロ・オリジナルのトータル寝具をニューファミリーを対象に発表。さらに1976年には婦人水着、秋にはウンガロ・トータル寝具「ジョアンナ」が寝装品のベターゾーンとして誕生した。このあと1979年秋には、きものとメンズファッションが発表されるなど、ウンガロとの提携商品は髙島屋のオリジナル・トータルファション商品としてそのアイテムが拡大されていった。

## 衣装デザイン
- 恋のマノン（1968、カトリーヌ・ドヌーヴ）
- Trompe l'oeil（1975）
- グロリア（1980、ジーナ・ローランズ）
- 鱒（1982、イザベル・ユペール他）